# Jürgen Wiesner
Jürgen Wiesner (* 31. Dezember 1938 in Berlin) ist ein deutscher Altphilologe.

## Leben
Jürgen Wiesner besuchte von 1949 bis 1958 das Canisius-Kolleg Berlin und studierte anschließend Klassische Philologie an der Freien Universität Berlin. Nach dem Ersten Staatsexamen wurde er Mitglied des von Paul Moraux geleiteten Aristoteles-Archivs und unternahm in dessen Auftrag Bibliotheksreisen zur Untersuchung griechischer Aristoteles-Handschriften in Cambridge, Dresden, Dublin, Florenz, Genua, Leipzig, London, Mailand, Neapel, Oxford, Paris, Parma, Ravenna und Rom. Seine Promotion erreichte er 1973 mit der Dissertation Pseudo-Aristoteles MXG: Der historische Wert des Xenophanesreferats (Amsterdam 1974), die von Paul Moraux und Hans Schwabl betreut wurde. Neben seiner Tätigkeit für das Aristoteles-Archiv arbeitete er ab 1974 als Universitätsrat an der FU Berlin. In den Jahren 1982 und 1983 hielt er sich zweimal zu Forschungszwecken bei der Fondation Hardt in Vandœuvres auf.
1986 wechselte Wiesner vom Aristoteles-Archiv als Dozent an das Institut für Klassische Philologie der FU Berlin, wo er sich 1994 habilitierte. Nach einem Arbeitsstipendium der Deutschen Forschungsgemeinschaft im Sommersemester 1996 wurde er 1997 zum Akademischen Rat ernannt. Seit diesem Jahr ist er auch Mitherausgeber der Publikationsreihe Peripatoi im Verlag Walter de Gruyter.
Im Zentrum seiner Forschung standen die Schriften des Philosophen Aristoteles und seiner Schule. Sein Lebenswerk legte er in der zweibändigen Monografie Aristoteles – Werk und Wirkung (1985–1987) nieder.